# Andrzej Chudziński
Andrzej Chudziński (ur. 17 września 1948 w Gdyni, zm. 4 września 1985 w Puławach) – pływak, nauczyciel wf, olimpijczyk z Monachium 1972. Specjalista w stylu motylkowym.

Na igrzyskach olimpijskich w Monachium startował w wyścigach na 100 m i 200 m stylem motylkowym (odpadł w eliminacjach) oraz w sztafecie 4 × 200 m stylem zmiennym (odpadła w eliminacjach).  Reprezentant MZKS (1960), Arki Gdynia (1961-1967), AZS Warszawa (1967-1972) i Wisły Puław (1973-1974). Absolwent warszawskiej AWF.

## Osiągnięcia
- 1968
  - 1. miejsce w mistrzostwach Polski na 100 m stylem motylkowym
- 1971
  - 1. miejsce w mistrzostwach Polski na 100 m stylem motylkowym
  - 1. miejsce w mistrzostwach Polski na 200 m stylem motylkowym
- 1972
  - 1. miejsce w mistrzostwach Polski na 100 m stylem motylkowym
  - 1. miejsce w mistrzostwach Polski na 100 m stylem motylkowym

## Rekordy życiowe

### Basen 25 m
- 100 m stylem motylkowym – 59,10 (ustanowiony 23 marca 1972 w Poznaniu)
- 200 m stylem motylkowym – 2.10,70 (ustanowiony 29 marca 1972 w Leningradzie)

### Basen 50 m
- 100 m stylem motylkowym – 1.00,20 (ustanowiony 8 września 1972 w Warszawie)
- 200 m stylem motylkowym – 2.12,2 (ustanowiony 28 sierpnia 1972 w Monachium).